# Alto Bonito Heights (Teksas)
Alto Bonito Heights je naseljeno mjesto za statističke potrebe u američkoj saveznoj državi Teksas. Prema popisu stanovništva iz 2010. u njemu je živjelo 342 stanovnika.